# Artur Geworkýan
Artur Aleksandrowiç Geworkýan, orm. Արթուր Կառլենի Գևորգյան, ros. Артур Александрович Геворкян, Artur Aleksandrowicz Gieworkian (ur. 22 listopada 1984 w Aszchabadzie, Turkmeńska SRR) – turkmeński piłkarz pochodzenia ormiańskiego, grający na pozycji pomocnika lub napastnika.

## Kariera piłkarska

### Kariera klubowa
Wychowanek klubu Nisa Aszchabad. Pierwszy trener Boris Grigorýants. W 2003 rozpoczął karierę piłkarską w klubie Şagadam Turkmenbaszy. W 2005 przeszedł do Nisy Aszchabad, ale wkrótce przeniósł się do kazachskiego klubu Jesil-Bogatyr Petropawł. W 2006 wrócił do ojczyzny, gdzie zasilił skład Aşgabat FK, ale już latem ponownie wyjechał za granicę, gdzie bronił barw uzbeckiego Shoʻrtanu Gʻuzor. W styczniu 2010 został zaproszony do Paxtakoru Taszkent. W 2011 dołączył do Nasafa Karszy.

### Kariera reprezentacyjna
W 2007 debiutował w narodowej reprezentacji Turkmenistanu.

## Sukcesy i odznaczenia

### Sukcesy piłkarskie
Şagadam Turkmenbaszy
- brązowy medalista Mistrzostw Turkmenistanu: 2003

Paxtakor Taszkent
- wicemistrz Uzbekistanu: 2010

Nasaf Karszy
- zdobywca Pucharu AFC: 2011
- wicemistrz Uzbekistanu: 2011
- brązowy medalista Mistrzostw Uzbekistanu: 2013, 2014, 2015
- zdobywca Pucharu Uzbekistanu: 2015
- finalista Pucharu Uzbekistanu: 2011, 2012, 2013
- zdobywca Superpucharu Uzbekistanu: 2016

### Sukcesy indywidualne
- tytuł MVP Pucharu AFC: 2011
- tytuł MVP Mistrzostw Uzbekistanu: 2013
- król strzelców Mistrzostw Uzbekistanu: 2014
- najlepszy piłkarz-obcokrajowiec Mistrzostw Uzbekistanu: 2013, 2014